# Данко
Да́нко — персонаж третьей части рассказа Максима Горького «Старуха Изергиль», пожертвовавший собой и спасший свой народ с помощью горящего сердца. Образ романтического героя связан с «преодолением раннего байронизма» автора; одновременно в нём отразились ницшеанские мотивы.

## Замысел. Мифологическая и литературная основа образа

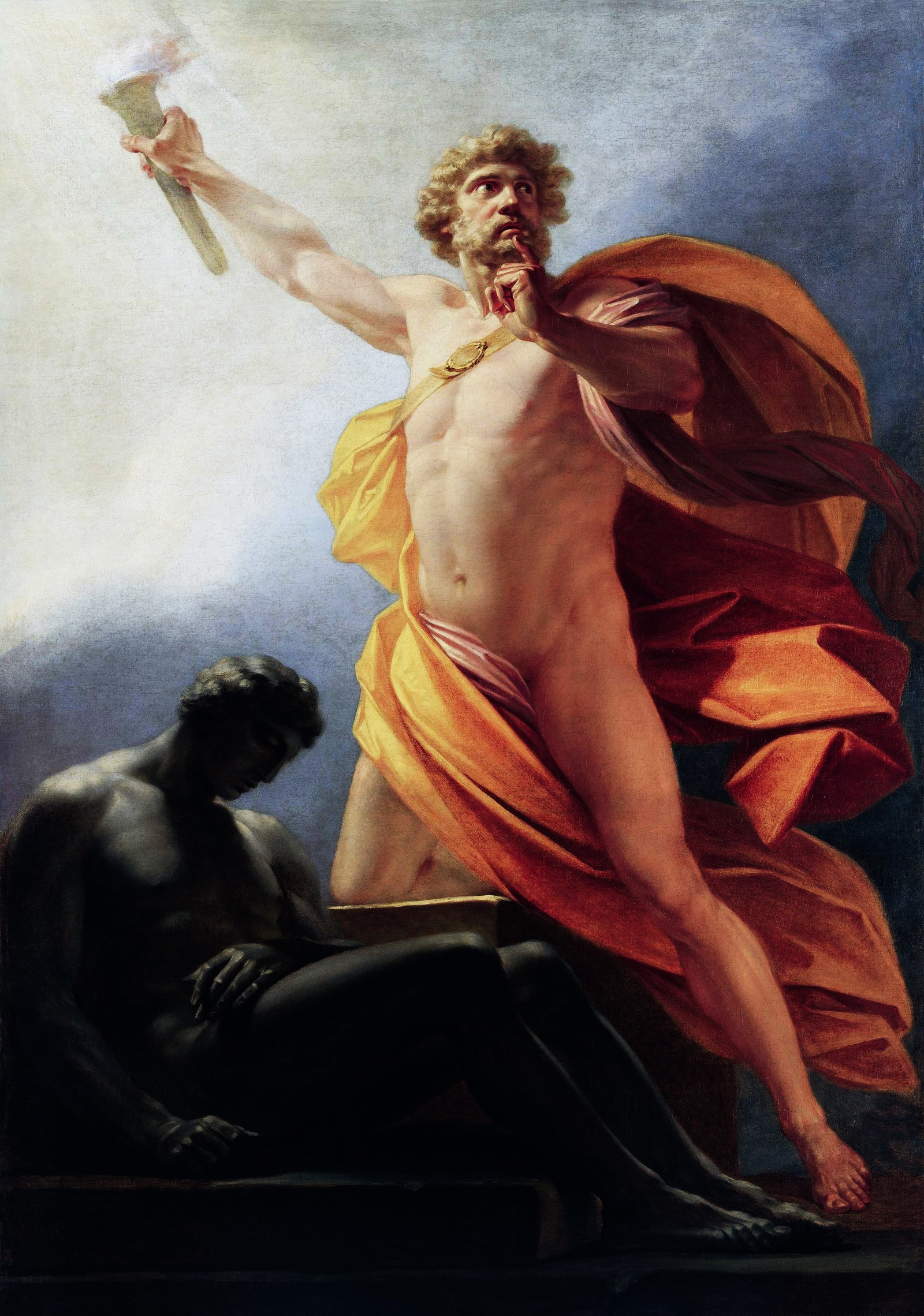
Г. Ф. Фюгер. «Прометей приносит людям огонь»

Образ «молодого красавца», сумевшего вывести людей из тьмы и болот, сложился у Горького под влиянием впечатлений о странствиях по Бессарабии и Румынии — будущий писатель посетил эти места за четыре года до издания рассказа. Имя «Данко», по словам автора книги «Горький и молдавский фольклор» Георге Богача, взято из цыганского языка и переводится как «младший сын», «цыганёнок». В истории о юноше с пылающим сердцем отразились представления о герое, деяния которого ведут к культурному прорыву и открывают человечеству новые знания. Исследователь творчества Горького Ирина Гуйс считает, что одним из мифологических предшественников Данко был Прометей, давший людям огонь: их сближает «одна и та же стихия». При этом, уточняет литературовед, общие масштабы деятельности титана древнегреческой мифологии и героя рассказа «Старуха Изергиль» всё-таки несопоставимы. Отсылку к другому представителю Эллады — философу Эмпедоклу — делает литературовед Ирина Ерёмина. Горький, будучи «огнепоклонником», хорошо знал труд Эмпедокла «О природе», в котором упоминалось, что огонь по сути своей разумен:

Огонь горящего сердца Данко не исчез бесследно, а соединился со Вселенной… О том, что «горящее сердце Данко» родилось в художественном воображении Горького под влиянием философии Эмпедокла, свидетельствует и то, что тема огня стала непреходящей в его творчестве.
Сам Горький через семнадцать лет после выхода «Старухи Изергиль» признался, что одним из людей, чей образ для него неотделим от Данко, был шведский литератор Август Стриндберг — властитель дум творческой интеллигенции рубежа XIX и XX веков. В статье, опубликованной в газете Dagens Nyheter (1912), писатель сравнил Стриндберга с «поэтом Данко»: и тот, и другой «осветили людям, заплутавшимся во тьме противоречий жизни, путь к свету и свободе». Слово «поэт» в самой легенде отсутствует, и позднейшее упоминание его применительно к Данко свидетельствует о том, что на пути от авторского замысла до воплощения образ героя мог измениться. Литературоведы считают, что тема, заданная в «Старухе Изергиль», одновременно развивалась и в других ранних произведениях Горького, — речь, в частности, идёт о рассказах «Читатель» и «Коновалов». Их объединяет один мотив: «Хоть бы разгореться ярче!».

## Ницшеанские мотивы в образе Данко

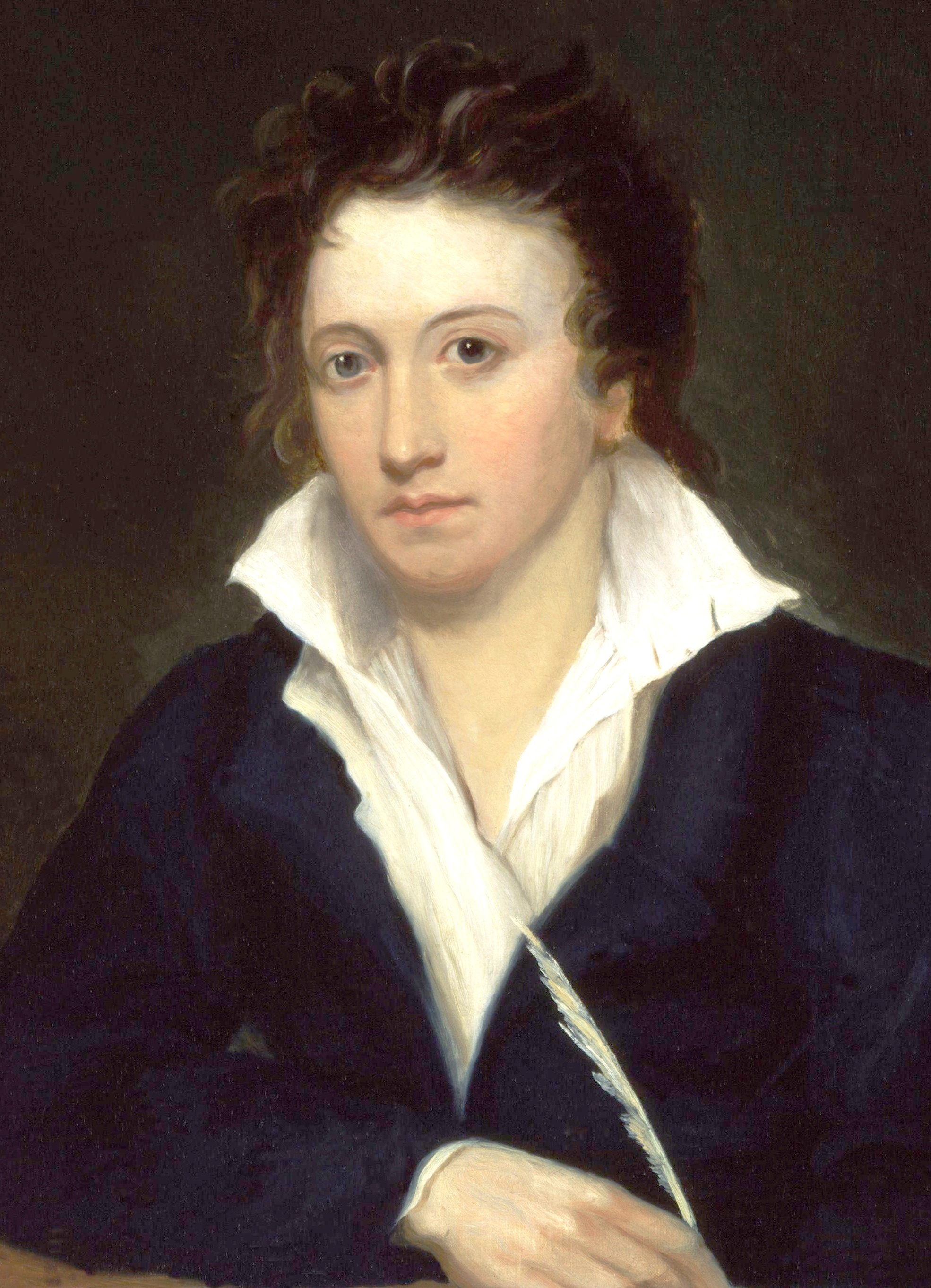
Альфред Клинт, Портрет Перси Биши Шелли, 1819

Как отмечал один из биографов Горького Павел Басинский, в советской науке тема ницшеанских мотивов, присутствующих в раннем творчестве пролетарского писателя, долгое время замалчивалась. Тем не менее это был «секрет Полишинеля»: в литературном сообществе хорошо знали о пристрастном отношении молодого Горького к учению Фридриха Ницше. По словам литературоведа Всеволода Келдыша, в 1890-х годах Алексея Максимовича интересовали мятежные индивидуалисты, обладавшие мощной «творческой энергией», — в список таких героев входит и Данко, который, отдав своё сердце людям, «остается… чуждым спасённой им массе».
Ещё одним кумиром молодого Горького был болгарский поэт Пенчо Славейков, также продвигавший в своём творчестве идею сильной личности. Среди произведений, написанных Славейковым, исследователи выделяют поэму «Сердце сердец», в основе которой — история гибели английского поэта-романтика  Перси Шелли. По мнению Ирины Ерёминой, между образом поглощённого бурей Шелли, тело которого было предано огню, и Данко, желавшим, чтобы его сердце «горело ярче солнца», существует прямая связь.

Герои Горького и Славейкова в буквальном смысле умели «чувствовать сердцем». И Данко, и Шелли своему сердцу подчинили ум, волю и рассудок. Их уравновешенный добрый ум в сочетании с добрым сердцем и дали им ту внутреннюю гармонию, которая смогла творить чудеса. И оба героя готовы принести свои сердца в жертву людям.

## Данко и Ларра
Исследователи отмечают, что легенды о Ларре и Данко не случайно появились в одном рассказе: герои оттеняют друг друга, сочетаясь между собой как «чёрное и белое, смерть и жизнь, ненависть и любовь, зло и добро». На фоне Ларры — сына орла, привыкшего свысока смотреть на простых людей, — Данко выглядит воплощением «жертвенной любви», причём благодаря созданному контрасту обаяние человека с открытым сердцем только усиливается. История Ларры назидательна: нет худшего несчастья, чем одиночество, отмечает литературовед Борис Бялик. С этой точкой зрения не согласен Всеволод Келдыш, считающий, что оба героя — и эгоист, и альтруист — одиноки: Данко в итоге оказывается так же не понят людьми, как и «считающий себя первым на земле» Ларра.

Реальность всегда богаче и сложней романтических представлений о ней… Только в сочетании Данко и Ларры — истинная… жизнь; Горький и за собой знал это сочетание, отлично сознавая всю тупиковость альтруизма и неблагодарность человечества. За эту композицию, действительно оригинальную и выверенную, Горький и выделял этот рассказ: «Должно быть, ничего уже не напишу я так стройно и красиво, как написал „Старуху Изергиль“».

## Память
- Памятник-бюст работы Александра Васякина в городе Кривой Рог[13];
- Памятник в городе Светлодарск[14];
- Памятник в городе Лысково[15];
- Памятник в пгт Новая Маячка[16];
- Скульптура в ОДЦ «Буревестник», Сормово, Нижний Новгород[17].